# أندي مار
أندي مار هو عالم حاسوب وسياسي لوكسمبورغي، ولد في 19 ديسمبر 1983. نشط حزبياً في Pirate Party Luxembourg ‏.